# Rutesheim
Rutesheim est une ville de Bade-Wurtemberg (Allemagne), située dans l'arrondissement de Böblingen, dans la région de Stuttgart, dans le district de Stuttgart.

## Jumelages
- Scheibbs (Autriche) depuis 1972
- Saalburg-Ebersdorf (Allemagne) depuis 1989
- Perosa Argentina (Italie) depuis 2008